# زیردریایی یو-۴۸۰
زیردریایی یو-۴۸۰ (به انگلیسی: German submarine U-480) یک زیردریایی بود که طول آن ۶۷٫۱ متر (۲۲۰ فوت ۲ اینچ) بود. این زیردریایی در سال ۱۹۴۳ ساخته شد.
این زیردریایی به پنل های پلاستیکی برای محافظت از شناسایی توسط امواج سونار مجهز شده بود که اولین زیر دریایی مخفی کار شد و توانست برای مدتی در کانال انگلیس مخفی بماند و چند فروند کشتی متفقین را غرق کند ولی در نهایت در دام تله ای که با مین های دریایی ساخته شده بود افتاد و قسمت عقبی آن با برخورد با یکی از همین مین ها آسیب جدی دید و در کف کانال مدفون شد . 